# Нижньосортимське сільське поселення
Нижньосорти́мське сільське поселення (рос. Нижнесортымское сельское поселение) — сільське поселення у складі Сургутського району Ханти-Мансійського автономного округу Тюменської області Росії.
Адміністративний центр та єдиний населений пункт — селище Нижньосортимський.
Населення сільського поселення становить 12485 осіб (2017; 10314 у 2010, 10572 у 2002).